# جاك أدينبروك
جاك هنري أدينبروك (بالإنجليزية: Jack Addenbrooke)‏، من مواليد 6 يونيو 1865، وتوفي بتاريخ 7 سبتمبر 1922 وعمره 57 عاماً، كان لاعب كرة قدم إنجليزي محترف، وكان يلعب مركز المهاجم، ولعب مع نادي وولفرهامبتون واندررز، ثم أصبح مدرباً لنفس النادي، لم ينضم للمنتخب الإنجليزي طوال حياته.